# Este Dumnezeu mort?

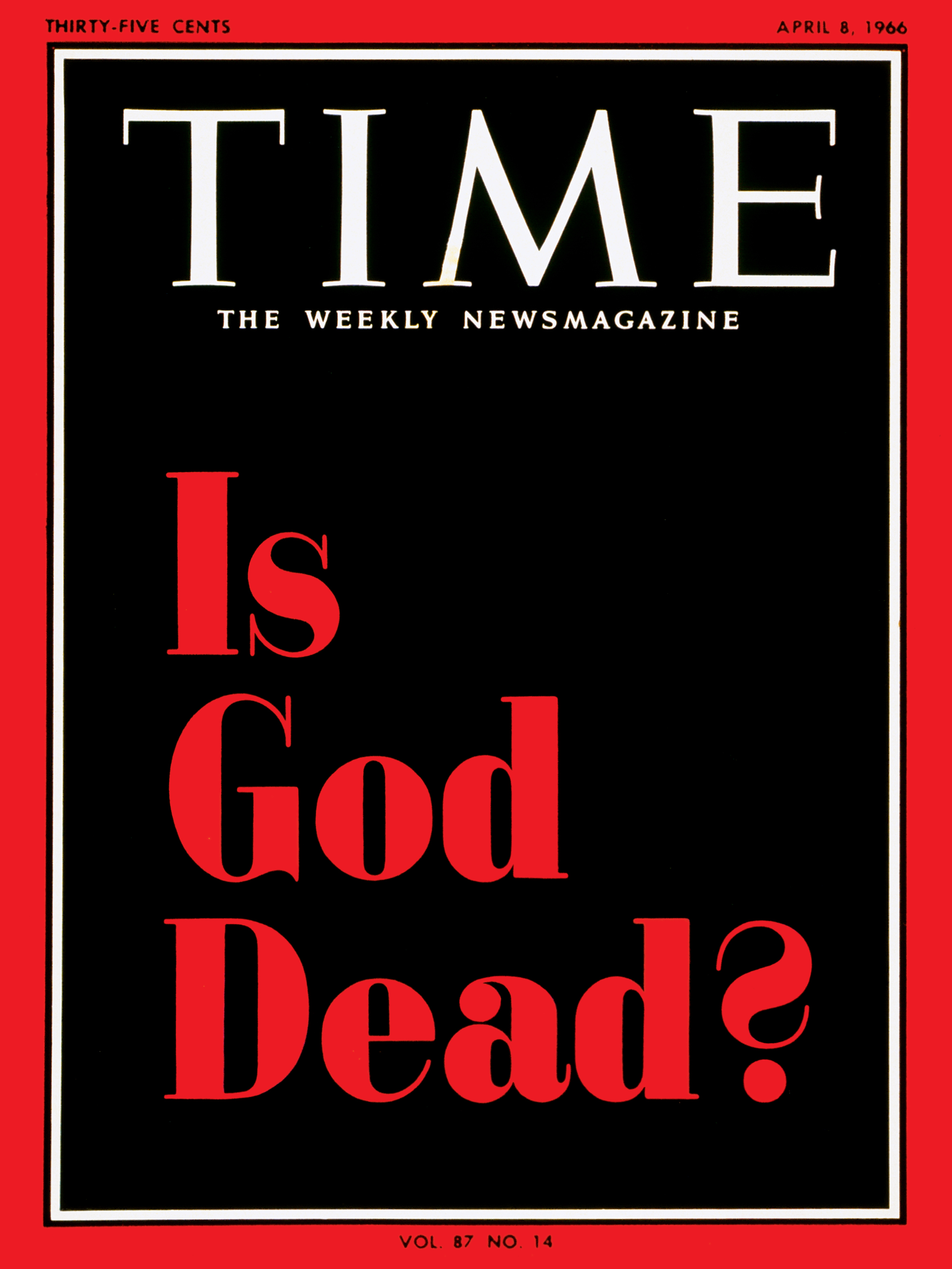
8 aprilie 1966, coperta revistei Time

„Este Dumnezeu mort?” (în engleză Is God Dead?) a fost un articol de copertă publicat pe 8 aprilie 1966 în revista de știrii Time. Un articol anterior, din octombrie 1965, investigase o tendință printre teologii anilor '60 de a elimina conceptul de Dumnezeu din domeniul teologiei. Articolul din 1966 a analizat mai în detaliu problemele cu care se confruntau teologii moderni pentru a face pe Dumnezeu relevant într-o societate din ce în ce mai secularizată. Știința modernă părea că a eliminat necesitatea religiei de a explica lumea naturală, iar Dumnezeu ocupa din ce în ce mai puțin spațiu în viețile cotidiene ale oamenilor. Ideile diverselor personalități au fost aduse în discuție, inclusiv aplicarea filozofiei contemporane în domeniul teologiei și o abordare mai personală, individuală a religiei.
Numărul a stârnit critici puternice, atât din partea publicului larg, cât și din partea preoților. Marea parte a criticii s-a îndreptat spre coperta provocatoare a revistei, mai degrabă decât spre conținutul articolului. Coperta — complet neagră, cu cuvintele „Este Dumnezeu mort?” scrise cu litere mari roșii — a marcat prima dată în istoria revistei când s-a folosit text fără o imagine însoțitoare. În 2008, Los Angeles Times a numit ediția „Este Dumnezeu mort?” printre „cele 12 coperte de revistă care au zguduit lumea”.

## Context
În 1966, Otto Fuerbringer⁠(d) fusese editor al revistei Time timp de șase ani. El a contribuit la creșterea circulației revistei, parțial prin schimbarea imaginii sale austere. Deși era el însuși conservator, a făcut ca revista să se concentreze extensiv pe contracultură și pe radicalismul politic și intelectual al anilor '60. O ediție best-seller din 1964, de exemplu, s-a ocupat de revoluția sexuală. Deja în octombrie 1965, revista publicase un articol despre noul curent teologic radical.
Coperta revistei Time din 8 aprilie 1966 a fost prima copertă din istoria revistei care a prezentat doar text, fără fotografie. Coperta — cu marginea tradițională roșie — a fost complet neagră, cu cuvintele „Este Dumnezeu mort?” scrise cu litere mari roșii. Întrebarea făcea referire la postularea mult citată a lui Friedrich Nietzsche „Dumnezeu este mort” (în germană Gott ist tot), pe care el a propus-o pentru prima dată în cartea sa din 1882, Știința veselă.

## Temele prezentate

### Probleme
Articolul însoțitor al copertei revistei, intitulat „Spre un Dumnezeu ascuns” și scris de redactorul de religie John T. Elson⁠(d), a menționat așa-numita „mișcare Dumnezeu este mort” doar în treacăt în introducerea sa. Într-o notă de subsol, a identificat liderii mișcării ca fiind „Thomas J. J. Altizer de la Universitatea Emory, William Hamilton de la Colegiul Rochester și Paul van Buren de la Universitatea Temple” și a explicat cum acești teologi încercau să construiască o teologie fără Dumnezeu. Tema fusese deja abordată în detaliu mai mare într-un articol mai scurt și mai puțin proeminent intitulat „Mișcarea 'Dumnezeu este mort'” publicat pe 22 octombrie 1965.
„Teza lui Nietzsche era că omul egoist, în căutare, a ucis pe Dumnezeu, și că acest lucru a rezolvat problema. Grupul actual care susține moartea lui Dumnezeu crede că Dumnezeu este într-adevăr complet mort, dar propune să continue și să scrie o teologie fără Dumnezeu.”—"Spre un Dumnezeu ascuns"
Articolul sublinia că, deși acest curent avea rădăcini în filosofia lui Friedrich Nietzsche, se baza și pe o gamă mai largă de gânditori. De exemplu, filozofi și teologi precum Søren Kierkegaard și Dietrich Bonhoeffer și-au exprimat îngrijorările cu privire la rolul lui Dumnezeu într-o lume din ce în ce mai secularizată. Realitatea imediată nu indica o moarte a lui Dumnezeu sau a religiei; Conciliul Vatican II condus de Papa Ioan al XXIII-lea a făcut multe pentru a revitaliza Biserica Catolică, în timp ce în Statele Unite, până la 97% dintre oameni declarau că cred în Dumnezeu. Miniștri evanghelici precum Billy Graham și artiști creștini precum dramaturgul William Alfred⁠(d) puteau fi aduși ca martori ai vitalității continue a bisericii creștine. Cu toate acestea, această religiozitate era în cea mai mare parte superficială; doar 27% dintre americani se considerau profund religioși.
Articolul continua prin a explica istoria monoteismului, culminând cu biserica catolică omniprezentă a Evului Mediu european. Cu toate acestea, acest vârf era, conform articolului, începutul declinului creștinismului: pe măsură ce societatea devenea din ce în ce mai secularizată, sfera religioasă a societății devenea marginalizată. Descoperirile științifice, de la Revoluția copernicană la teoria evoluției a lui Darwin, au eliminat în mare parte nevoia de explicații religioase pentru viață. Newton și Descartes erau poate oameni profund credincioși, dar descoperirile lor „explicau multe din natura care părea anterior mistere divine”.

### Soluții posibile
După ce a prezentat contextul filozofic și istoric, articolul afirma că exista încă multă curiozitate în rândul populației generale cu privire la Dumnezeu și la relația Sa cu lumea, și că pentru teologul modern care dorea să abordeze această curiozitate, păreau a fi patru opțiuni:
1. să nu mai vorbească despre Dumnezeu pentru o vreme,
2. să se concentreze pe ceea ce spune Biblia,
3. să formuleze o nouă imagine și concept despre Dumnezeu folosind categorii de gândire contemporană,
4. sau pur și simplu să indice calea către domeniile experienței umane care indică prezența a ceva dincolo de om în viață.

Conform articolului, unii miniștri și teologi contemporani au ales să se concentreze asupra vieții și învățăturilor lui Isus, mai degrabă decât asupra lui Dumnezeu, deoarece Hristos era o figură cu un mare apel în rândul populației mai largi, dar această soluție era periculos de aproape de umanismul etic. Literalismul biblic, pe de altă parte, ar fi putut avea un apel pentru credinciosul fervent, dar nu vorbea majorității oamenilor într-o lume în care limbajul Bibliei devenea din ce în ce mai nefamiliar.
Articolul descria alte încercări care fuseseră făcute pentru a rezolva problemele religiei, inclusiv adaptarea terminologiei filozofice contemporane pentru a explica pe Dumnezeu, și cita eforturi făcute pentru a adapta scrierile lui Martin Heidegger și Alfred North Whitehead la teologia modernă. În același timp, nota că Ian Ramsey⁠(d) de la Oxford vorbea despre așa-numitele „situații de discernământ”; situații din viață care îi determinau pe oameni să-și pună la îndoială propria existență și scop și să se îndrepte către o putere mai mare. Articolul concluziona că criza actuală a credinței ar putea fi sănătoasă pentru biserică și că ar putea forța preoții și teologii să renunțe la certitudinile anterioare: „Biserica ar putea avea nevoie să adopte o poziție de agnosticism reverențios cu privire la unele doctrine pe care le-a proclamat anterior cu o convingere excesivă.”

## Reacție
Publicarea articolului a dus imediat la reacții negative din partea publicului. Pagina editorială a ziarelor a primit numeroase scrisori de la cititori furioși, iar preoții au protestat vehement împotriva conținutului articolului. Chiar dacă articolul în sine a explorat în profunzime problemele teologice și filozofice, „[m]ulți oameni... au fost prea grăbiți să judece revista după copertă și au denunțat Time ca un refugiu al necredinței”. Pentru Time, numărul a generat aproximativ 3.500 de scrisori către editor — cel mai mare număr de răspunsuri la o singură poveste din istoria revistei. Critica cititorilor s-a concentrat în special asupra lui Thomas J. J. Altizer. Altizer a părăsit Emory în 1968, iar până la sfârșitul decadelor, mișcarea „moartea lui Dumnezeu” își pierduse mult din avânt. În ediția sa din 26 decembrie 1969, Time a publicat un articol de copertă care întreba: „Se întoarce Dumnezeu la viață?”
Coperta revistei a intrat și în domeniul culturii populare: într-o scenă din filmul horror Copilul lui Rosemary, protagonista Rosemary Woodhouse ridică numărul într-o sală de așteptare a unui doctor. Ediția „Este Dumnezeu mort?” avea să aibă un loc durabil în jurnalismul american. În 2008, Los Angeles Times a listat ediția într-un articol intitulat „10 coperte de revistă care au zguduit lumea”. În aprilie 2009, revista Newsweek a publicat un raport special despre declinul religiei în Statele Unite sub titlul „Sfârșitul Americii Creștine”. Acest articol a făcut referire și la radicala mișcare teologică „moartea lui Dumnezeu” din mijlocul anilor '60. Coperta din față avea titlul „Declinul și căderea Americii Creștine” scris cu litere roșii pe un fundal negru, amintind de coperta Time din 1966. Coperta din 3 aprilie 2017 a revistei Time a avut o întrebare similară, „Este Adevărul Mort?”, într-un stil similar cu iconica copertă „Este Dumnezeu mort?”, într-un articol despre presupusele minciuni perpetuate de președintele Donald Trump.